# Пётр III Арон

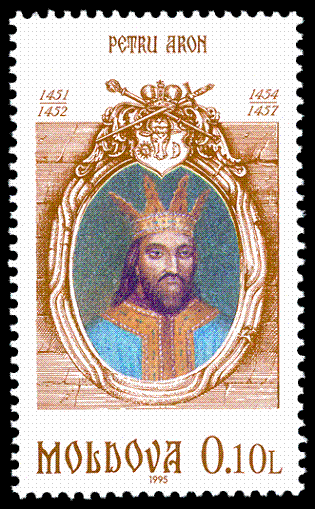
Почтовая марка Молдовы, 1995 год

Пётр III Арон (молд. Петру III Арон; умер 1467) — трижды господарь Молдавского княжества между 1451 и 1457 годами.
Брат Богдана II, дядя Стефана III Великого. В «Описании Молдавии» Дмитрия Кантемира упоминается как Пётр IV.

## Правление
В октябре 1451 года Пётр III Арон убивает своего брата Богдана II у Реусень и становится господарём. Алексэндрел, поддерживаемый поляками, снова становится господарём в феврале 1452 года, сменив Петра Арона. Однако в мае 1455 года Пётр III Арон побеждает Алексэндрела в битве у Мохиле и возвращает себе престол. Пётр Арон показал себя пассивным правителем, мало заботившимся о родном княжестве. Даже относительно небольшая дань Турции, оказалась для Молдовы тяжёлым бременем, а самоуправство бояр не позволяло Молдове нормально развиваться. В 1457 году Стефан III, сын убитого Петром Богдана II, вошёл по долине Сирета в Молдову во главе шеститысячного войска. Главные силы этого войска предоставил господарь Валахии Влад Цепеш. Войско Петра Арона было разгромлено сначала в битве у Должешть 12 апреля, а через два дня в битве у Орбик (возле Нямц). Сам Пётр III Арон сбежал в Польшу. Таким образом, Стефан, которого поддерживало большинство населения, вступил на престол.

## Интересные факты
- В документах 1456 года впервые упоминается наличие пушек в молдавской армии.

## Память
- В 1995 году была выпущена почтовая марка Молдовы, посвященная Пётру III Арону.